# Nieuwe religieuze beweging
Een nieuwe religieuze beweging (NRB) is een geloofsgemeenschap met een (voor een bepaalde cultuur) nieuwe godsdienstige opvatting en geïntroduceerd na de Tweede Wereldoorlog. Het wordt vooral gebruikt als de groepering een nieuw geloofssysteem heeft en geen afsplitsing is van een bestaand kerkgenootschap. De term is een vertaling van het Engelse New religious movement, een variant op de term "religious movement" die door Rodney Stark en William Sims Bainbridge werd geïntroduceerd.
"Nieuwe religieuze beweging" wordt vooral binnen sociologische disciplines gebruikt om mogelijk negatieve connotaties van het woord sekte te vermijden. De term "nieuwe religieuze beweging" is geen synoniem van sekte: niet iedere NRB is een sekte (het kan zijn dat de beweging niet voldoet aan de kenmerken van een sekte) en niet elke sekte is een NRB, bijvoorbeeld omdat de beweging niet nieuw is.
In het Engels wordt "Nieuwe religieuze beweging" dan ook niet gebruikt voor "sect", maar voor "cult": een nauwelijks georganiseerde en weinig stabiele religieuze gemeenschap, zich kenmerkend door een persoonlijke betrokkenheid op een charismatische leider. In het Nederlands is er geen goede vertaling voor het woord "cult"; cultus wordt soms gebruikt, maar heeft ook een andere betekenis. De Nederlandse socioloog Paul Schnabel heeft er daarom voor gekozen het woord "sekte" te gebruiken om zowel de "sect" als de "cult" aan te duiden en dit is overgenomen door andere onderzoekers. Ook hierdoor omvat de groep "sekten" meer bewegingen dan de groep NRB's.
NRB's zijn erg divers, zowel in geloofsovertuigingen, gebruiken en organisatievormen en de mate van acceptatie door de maatschappij. Afgezien van Japan, is slechts een klein deel van de bevolking ooit betrokken geweest bij een NRB.
Als NRB kunnen onder meer de volgende organisaties gerekend worden: Eckankar, Falun Gong, ISKCON of Hare Krishna-beweging, Scientology, de Verenigingskerk of Moonbeweging en de Deutsche Unitarier. Kenmerkend voor sommige van de nieuwe religieuze bewegingen is dat ze weerstanden kunnen oproepen bij met name al langer gevestigde religies en daarnaast ook bij sommige overheden uit oogpunt van veiligheid of volksgezondheid. In verreweg de meeste landen is echter geen sprake van een dergelijke staatsbemoeienis.